# ヘンリエッタ・ベル・ウェルズ
ヘンリエッタ・ベル・ウェルズ（Henrietta Bell Wells、1912年10月11日 - 2008年2月27日）は、テキサス州にある歴史的に黒人の多いワイリー・カレッジで初の女性のディベートチームのメンバー。
ベルはテキサス州ヒューストンのバッファロー・バイユーのほとりで、西インド系のシングルマザーのもとにヘンリエッタ・ポーリン・ベルとして生まれた。
ディベートチームに在籍していた1年の間に、ワイリーはタスキーギ大学やハワード大学などといったトップクラスの黒人大学を打ち負かした。また、1930年には、ミシガン大学法学部の学生を相手に、白人とアフリカ系アメリカ人の学生による初の大学ディベートに参加し、歴史に名を残した。経済的な理由により働かなければいけなく、ベルがディベート・チームに参加できたのは1年間だけだった。
ベルは同じエピスコパリアンのウォレス・L・ウェルズ牧師と結婚し、インディアナ州ゲーリー、テキサス州ヒューストン、アラバマ州バーミンガム、ルイジアナ州ニューオーリンズで社会福祉士、教師として働いた。インディアナ州ゲーリーでは、建築的にも重要な意義を持つセント・オーガスティンズ・エピスコパル教会の建設に携わった。ウェルズはニューオーリンズのディラード大学で女性学部長を務めた。
2007年の映画『グレート・ディベーター』でジャーニー・スモレット＝ベルが演じたサマンサ・ブックは、ウェルズを大まかにモデルにしている。ウェルズは、この映画で監督を務めたデンゼル・ワシントンに、自分のチームのコーチ、メルヴィン・トルソンも演じてほしいと伝えたと述べている。
ウェルズは2008年2月27日に95歳で死去した。テキサス州ヒューストンのパラダイス・ノース墓地に埋葬されている。